# Зібрана коротка проза Філіпа К. Діка
«Зібрана коротка проза Філіпа К. Діка» (англ. The Collected Stories of Philip K. Dick) — зібрання науково-фантастичних коротких прозових творів американського письменника Філіпа К. Діка. Вперше зібрання опубліковано видавництвом Underwood–Miller у 1987 році в п'яти томах. Томи не продавались окремо. 
Багато творів спочатку публікувались у різних журналах. Загалом у зібранні є 118 творів короткої прозової форми (оповідання, короткі повісті і повісті).

## Оригінальне видання
- Dick, Philip. K. The Collected Stories of Philip K. Dick. — Underwood—Miller, 1987. — Five Volumes. ISBN 0-88733-053-3:
  - Vol. One. Beyond Lies the Wub / with preface from a letter to John Betancourt; with foreword by Steven Owen Godersky; with introduction by Roger Zelazny. — 404 p. (25 works)
  - Vol. Two. Second Variety / with introduction by Norman Spinrad. — 395 p. (27 works)
  - Vol. Three. The Father-Thing / with introduction by John Brunner. — 376p. (23 works)
  - Vol. Four. The Days of Perky Pat / with introduction by James Tiptree, Jr. — 380 p. (18 works)
  - Vol. Five. The Little Black Box / with introduction by Thomas M. Disch — 395 p. (25 works)

## Українська версія зібрання

### Повне зібрання короткої прози («Видавництво Жупанського», серія «Ad Astra»)
Українська версія зібрання складається з чотирьох томів і видається «Видавництвом Жупанського» за ліцензією «The Estate of Philip K. Dick» на основі п'ятитомного видання Underwood–Miller «Зібрана коротка проза Філіпа К. Діка» 1987 року.

#### Том 1
Перший том вийшов друком у 2019 році. До нього увійшли 29 творів, написаних у період 1947-1952 років.

#### Том 2
Другий том вийшов друком у 2023 році. До нього увійшли  35 творів, написаних у період 1952-1954 років.

#### Том 3
Третій том вийшов друком у 2023 році. До нього увійшли 23 твори, написані у період 1954-1963 років.

#### Том 4
У «Видавництві Жупанського» має вийти друком ще один том.

### Видання
- Дік, Філіп. К. Повне зібрання короткої прози. Том 1 / Пер. з англ.: Віталій Корсун, Ігор Гарнік, Єгор Поляков; передмова: Віталій Корсун; післямова: Ната Гриценко. — Київ: Видавництво Жупанського, 2019. — (Ad Astra) — 600 с. ISBN 978-617-7585-07-6[1]

- Дік, Філіп. К. Повне зібрання короткої прози. Том 2 / Пер. з англ.: Ігор Гарнік, Єгор Поляков. — Київ: Видавництво Жупанського, 2023. — (Ad Astra) — 592 с. ISBN 978-617-7585-69-4[2]

- Дік, Філіп. К. Повне зібрання короткої прози. Том 3 / Пер. з англ.: Єгор Поляков, Ганна Гнедкова — Київ: Видавництво Жупанського, 2023. — (Ad Astra) — 592 с. ISBN 978-617-7585-85-4[3]